# 格林撞擊坑 (火星)
格林撞擊坑（英語：Green）是一個位於火星阿爾及爾區的撞擊坑，中心座標52.7°S，8.4°W。直徑184公里，以英國天文學家納撒尼爾·埃弗里特·格林命名。

## 圖集

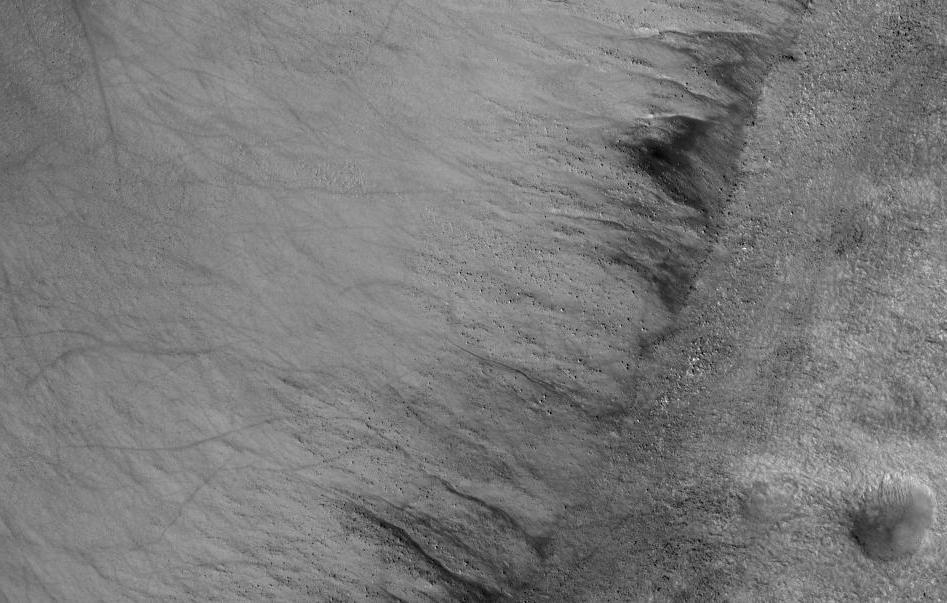
火星偵察軌道器 HiRISE拍攝的格林撞擊坑近距影像。